# 泰爾韋爾
泰爾韋爾是保加利亚東北部多布里奇州泰爾韋爾市鎮的城鎮及行政中心，距離多布里奇40公里，海拔高度201米，受大陸性氣候影響，2009年人口6,667，居民主要信奉東正教。